# Szalay Mihály (újságíró)
Szalay Mihály, született Singer Miksa (Csáktornya, 1862. július 15. – Budapest, 1937. augusztus 11.) bölcseleti doktor, hírlapíró és szerkesztő.

## Élete
Singer Zsigmond hitközségi szolga és Anhalzer Jozefa fia. Középiskolai tanulmányait a Budapesti Evangélikus Főgimnáziumban végezte, majd a Pesti Királyi Tudományegyetem Jog- és Államtudományi és Bölcsészettudományi Karán tanult. Mint jogász alapvizsgát tett. 1882-ben nevét Szalay Mihályra változtatta. Egyetemi tanulmányainak befejezése után 1895-ben bölcseleti doktorátust tett. Még az 1880-as évek legelején lépett a hírlapírók sorába és felváltva hol német, hol magyar napilapoknál dolgozott; leginkább Budapest fővárosának ismertetésével és a közigazgatás ügyeivel foglalkozott. Megalapította a Budapesti Látogatók Lapja című magyar, francia és német nyelven szerkesztett képes folyóiratot. Az 1890-es évek elején a magyar irodalmi részvénytársaság kötelékébe lépett, melynek fennállása idejében vezérigazgatója volt. 1894. március 15-én alapította a Magyar Esti Lapot. 1898 végén a Saskör igazgatósági tagnak választotta és ugyanezen év végén a Budapest belváros beválasztotta törvényhatósági bizottságába. Tagja volt a székesfőváros közjótékonysági, köztisztasági és több más bizottságának. A főváros közgyűlésén az ő indítványára tették le a Kossuth-mauzóleum alapkövét. Sokat foglalkozott a szegényügy kérdésével, 1898-ban törvényhatósági bizottsági tagként részt vett a főváros szegényügyi szabályzatának megalkotásában.
Felesége Leichner Rozália (1866–1947) volt, Leichner Mór kereskedő és Kutner Netti lánya, akit 1888. május 21-én Budapesten vett nőül.
Sírja a Kozma utcai izraelita temetőben található.

## Munkái
- Die Ungarische Metropole 1889. Neuer localer und commercieller Führer durch Budapest 1888. Illustrirt von Georg Klösz. (3. kiadás. Kahn Józseffel együtt. Az idegenforgalmi bizottság pályázatán díjat nyert és nyolcz nyelvre lefordíttatott).
- Budapest és környékének Utmutatója. A képeket és kőnyomatú térképeket készítette Klösz György. Magyar, német és francia szöveggel. Budapest, 1892.
- Faust és az Ember tragédiája. Doktori értekezés. Budapest, 1895
- A szegényügy. Adatok és tervek Budapest székesfővárosa szegényügyének végleges rendezéséhez. Budapest, 1901
- Kossuth Lajos élete. Budapest, 1902

### Kéziratban
- Transatlantica, vígjáték 1 felvonásban. Bemutató: a Nemzeti Színház, 1907. május 23.
- Megváltás, színmű 3 felvonásban. Bemutató: Nemzeti Színház, 1907. november 23.